# Frédéric-Christian de Saxe (1893-1968)
Pour les articles homonymes, voir Frédéric-Christian de Saxe.
Titre
Prétendant au trône de Saxe
18 février 1932 – 9 août 1968
(36 ans, 5 mois et 22 jours)
Frédéric-Christian de Saxe (en allemand Friedrich Christian von Sachsen), né le 31 décembre 1893 à Dresde et mort le 9 août 1968 à Samedan, canton des Grisons, Suisse, est un prince de la Maison de Saxe. Il est margrave de Misnie et chef de la Maison de Saxe de 1932 à 1968.

## Biographie

### Famille
Frédéric-Christian de Saxe est le second fils et le second des sept enfants du roi Frédéric-Auguste III de Saxe et de l'archiduchesse Louise-Antoinette de Habsbourg-Toscane.
À sa naissance, son grand-oncle le roi Albert de Saxe qui n'a pas de descendant direct, le petit prince est 4e dans l'ordre de succession après son grand-père, son père, Frédéric-Auguste, et son frère aîné, Georges de Saxe (1893-1943, qui renonce à ses droits dynastiques en 1923). Son grand-père devient le roi Georges Ier de Saxe.
Le règne de son grand-père est entaché par un scandale. Alors qu'il a neuf ans, sa mère, Louise-Antoinette, s'enfuit avec André Giron, son précepteur français. Ses parents, le prince Frédéric-Auguste (III) et la princesse Louise-Antoinette divorcent en 1903. Le roi Georges meurt l'année suivante et le père du prince Frédéric-Christian devient le roi Frédéric-Auguste III de Saxe et son frère aîné Georges devient alors prince héritier de Saxe.
En 1918, la monarchie s'effondre, le Royaume de Saxe est aboli et la République est proclamée. Le prince héritier Georges (1893-1943) renonce à ses droits et entre dans la Compagnie de Jésus. Le prince Frédéric-Christian devient héritier de la Maison royale de Saxe.   
En 1937, Friedrich Christian et sa famille quittent le château de Wachwitz et vivent jusqu'en 1945 dans le quartier de Wachwitz à Dresde. Leur château survit aux bombardements de 1945. Plus tard cette année-là, la famille déménage via Hof et Ratisbonne à Bregenz, où vivent les deux plus jeunes enfants du prince à partir de 1940.
En 1955, ses proches de la famille Tour et Taxis les aident à trouver un nouveau logement à Harlaching, dans le quartier de Munich. Là, Friedrich Christian, avec ses fils Maria Emmanuel et Albert, organise le chapitre de l'Ordre militaire de Saint-Henri, l'Association des habitants de Dresde des Allemands réinstallés.

### Mariage et postérité
Le 16 juin 1923, Frédéric-Christian de Saxe épouse, à Ratisbonne, la princesse Elisabeth Helene de Tour et Taxis (1903-1976), fille unique et le sixième des huit enfants du prince Albert Ier de Tour et Taxis, chef de sa maison depuis 1895, et de l'archiduchesse Marguerite Clémentine de Habsbourg-Lorraine.
Le couple a cinq enfants :
- Emmanuel (1926-2012), il épouse en 1962 la princesse Anastasia d'Anhalt-Dessau ;
- Marie-Josèphe de Saxe (1928-2018), sans alliance ;
- Marie-Anne de Saxe (1929-2012), elle épouse en 1953 Robert Afif, prince de Gessaphe (1916-1978). Leur fils Alexandre Afif, prince de Gessaphe, né en 1954, est adopté plénièrement par son oncle Emmanuel et devient à la mort de celui-ci Alexandre, prince de Saxe-Gessaphe et chef de la Maison royale de Saxe, titre contesté par certains membres de la maison de Saxe.
- Albert-Joseph de Saxe (1934-2012), il épouse en 1980, Elmira Henke (1930-2022[7]), sans descendance ;
- Mathilde de Saxe (1936-2018), elle épouse en 1968 le prince Jean de Saxe-Cobourg-Gotha (1931-2010), fils de Rainer de Saxe-Cobourg-Gotha, dont elle divorce en 1995.

Frédéric-Christian de Saxe est un cousin germain de Charles Ier (1887-1922), dernier empereur d'Autriche et roi de Hongrie, père d'Otto de Habsbourg-Lorraine, béatifié en 2004. Arrêté par ordre de Hitler en 1944, Frédéric-Auguste de Saxe est condamné à mort, mais réussit à s'échapper de prison.

### Mort
Frédéric-Christian de Saxe meurt à l'âge de 74 ans à Samedan, canton des Grisons, Suisse, le 9 août 1968, il est inhumé, tout comme son épouse, le sera huit ans plus tard, dans la chapelle de la crypte du Schloss Sankt Emmeram, anciennement abbaye Saint-Emmeram.